# Santa Maria Nuova
Santa Maria Nuova là một đô thị ở tỉnh Ancona trong vùng Marche, nằm cách 20 km về phía tây nam của Ancona. Tại thời điểm ngày 31 tháng 12 năm 2004, đô thị này có dân số 4.087 và diện tích là 18 km².
Đô thị Santa Maria Nuova có các frazioni (các đơn vị trực thuộc, chủ yếu là các làng) Collina, Monti, và Pradellona.
Santa Maria Nuova giáp các đô thị sau: Filottrano, Jesi, Osimo, Polverigi.